# Shadow Kingdom
Albums
The Bootleg Series Vol. 17: Fragments – Time Out of Mind Sessions (1996–1997)
(2023) The Complete Budokan 1978
(2023)
Singles
1. Watching the River Flow
Sortie : 13 avril 2023

Shadow Kingdom est le quarantième album studio et la deuxième bande-son du chanteur-compositeur américain Bob Dylan, sorti le 2 juin 2023 chez Columbia Records. Il s'agit du premier album de nouvelles sessions studio de Dylan depuis son album Rough and Rowdy Ways de 2020. Les chansons sont enregistrées au Village Recorder, à West Los Angeles, début 2021, pour accompagner le film de Alma Har'el, Shadow Kingdom: The Early Songs of Bob Dylan, qui est tourné plus tard.
Bien qu’aucun musicien ne soit mentionné dans les crédits, plusieurs sources identifient les musiciens de session comme des vétérans tels que T-Bone Burnett et Don Was,. C'est le premier album de Dylan enregistré avec un groupe ne comportant ni batterie ni percussions.
Shadow Kingdom se compose de nouvelles versions de 13 chansons tirées de la première moitié de la carrière de Dylan, ainsi que d’un nouveau morceau instrumental intitulé Sierra's Theme. L'album est précédé par la sortie du single Watching the River Flow, disponible sur les plateformes de streaming et en vidéo sur YouTube depuis le 13 avril 2023. La performance de Forever Young, extraite du film de Har'el, est publiée en vidéo autonome le 2 juin 2023. L'album reçoit les éloges unanimes de la critique,.

## Liste des titres

### Version CD
Toutes les chansons sont écrites et composées par Bob Dylan.
| Morceaux de Shadow Kingdom | Morceaux de Shadow Kingdom                   | Morceaux de Shadow Kingdom | Morceaux de Shadow Kingdom | Morceaux de Shadow Kingdom | Morceaux de Shadow Kingdom | Morceaux de Shadow Kingdom | Morceaux de Shadow Kingdom | Morceaux de Shadow Kingdom | Morceaux de Shadow Kingdom |
| No                         | Titre                                        | Durée                      |                            |                            |                            |                            |                            |                            |                            |
| -------------------------- | -------------------------------------------- | -------------------------- | -------------------------- | -------------------------- | -------------------------- | -------------------------- | -------------------------- | -------------------------- | -------------------------- |
| 1.                         | When I Paint My Masterpiece                  | 4:25                       |                            |                            |                            |                            |                            |                            |                            |
| 2.                         | Most Likely You Go Your Way and I'll Go Mine | 3:32                       |                            |                            |                            |                            |                            |                            |                            |
| 3.                         | Queen Jane Approximately                     | 5:14                       |                            |                            |                            |                            |                            |                            |                            |
| 4.                         | I'll Be Your Baby Tonight                    | 3:04                       |                            |                            |                            |                            |                            |                            |                            |
| 5.                         | Just Like Tom Thumb's Blues                  | 4:26                       |                            |                            |                            |                            |                            |                            |                            |
| 6.                         | Tombstone Blues                              | 5:00                       |                            |                            |                            |                            |                            |                            |                            |
| 7.                         | To Be Alone with You                         | 3:10                       |                            |                            |                            |                            |                            |                            |                            |
| 8.                         | What Was It You Wanted                       | 5:03                       |                            |                            |                            |                            |                            |                            |                            |
| 9.                         | Forever Young                                | 3:15                       |                            |                            |                            |                            |                            |                            |                            |
| 10.                        | Pledging My Time                             | 3:50                       |                            |                            |                            |                            |                            |                            |                            |
| 11.                        | The Wicked Messenger                         | 2:56                       |                            |                            |                            |                            |                            |                            |                            |
| 12.                        | Watching the River Flow                      | 3:00                       |                            |                            |                            |                            |                            |                            |                            |
| 13.                        | It's All Over Now, Baby Blue                 | 2:49                       |                            |                            |                            |                            |                            |                            |                            |
| 14.                        | Sierra's Theme                               | 4:23                       |                            |                            |                            |                            |                            |                            |                            |
| 54:00                      |                                              |                            |                            |                            |                            |                            |                            |                            |                            |

### Version vinyle
| 1. | When I Paint My Masterpiece                  | 4:25 |
| 2. | Most Likely You Go Your Way and I'll Go Mine | 3:32 |
| 3. | Queen Jane Approximately                     | 5:14 |
| 4. | I'll Be Your Baby Tonight                    | 3:04 |

| 1. | Just Like Tom Thumb's Blues | 4:26 |
| 2. | Tombstone Blues             | 5:00 |
| 3. | To Be Alone with You        | 3:10 |
| 4. | What Was It You Wanted      | 5:03 |

| 1. | Forever Young                | 3:15 |
| 2. | Pledging My Time             | 3:50 |
| 3. | The Wicked Messenger         | 2:56 |
| 4. | Watching the River Flow      | 3:00 |
| 5. | It's All Over Now, Baby Blue | 2:49 |
| 6. | Sierra's Theme               | 4:23 |

## Classements
| Classement (2023)                     | Meilleure position |
| ------------------------------------- | ------------------ |
| Australian Albums (ARIA)              | 56                 |
| Autriche (Ö3 Austria Top 40)          | 4                  |
| Belgique (Flandre Ultratop)           | 10                 |
| Belgique (Wallonie Ultratop)          | 37                 |
| Danemark (Tracklisten)                | 34                 |
| Pays-Bas (Mega Album Top 100)         | 13                 |
| Finlande (Suomen virallinen lista)    | 10                 |
| France (SNEP)                         | 82                 |
| Allemagne (Media Control AG)          | 10                 |
| Italie (FIMI)                         | 70                 |
| Japon (Oricon)                        | 18                 |
| Japanese Combined Albums (Oricon)     | 38                 |
| Japanese Hot Albums (Billboard Japan) | 21                 |
| Japanese Rock Albums (Oricon)         | 3                  |
| Nouvelle-Zélande (RIANZ)              | 19                 |
| Norvège (VG-lista)                    | 40                 |
| Portugal (AFP)                        | 24                 |
| Écosse (OCC)                          | 3                  |
| Espagne (Promusicae)                  | 27                 |
| Suède (Sverigetopplistan)             | 22                 |
| Suisse (Schweizer Hitparade)          | 3                  |
| Royaume-Uni (UK Albums Chart)         | 14                 |
| États-Unis (Billboard 200)            | 71                 |